# Homo Empathicus

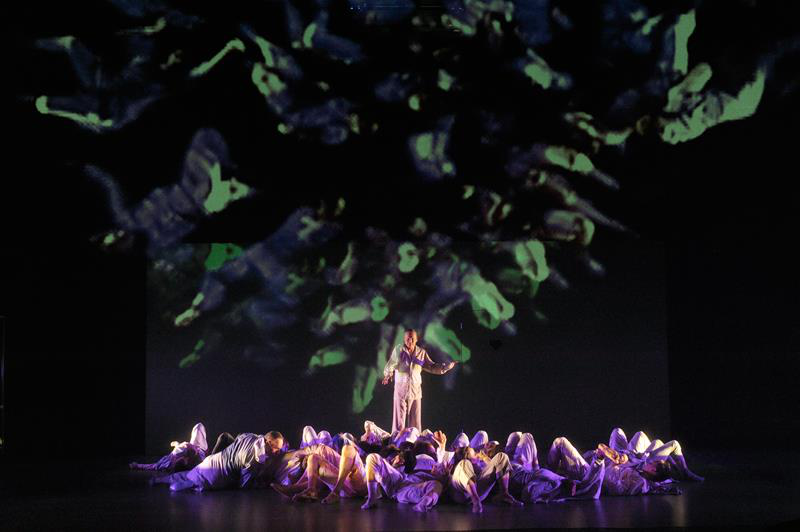
Szene aus der Inszenierung am Deutschen Theater in Göttingen (Spielzeit 2014/15)

Homo Empathicus ist ein Theaterstück der deutschen Dramatikerin Rebekka Kricheldorf. Die Uraufführung fand am 3. Oktober 2014 am Deutschen Theater in Göttingen statt. Thematisch befasst sich das Stück mit dem Entwurf einer utopischen Gesellschaft, in deren Mittelpunkt die gesteigerte Fähigkeit zur Empathie steht.

## Inhalt
In Homo Empathicus entfaltet sich ein ineinander greifendes soziales System, das in der Tradition der utopischen bzw. dystopischen Literatur steht. Anhand verschiedener, miteinander verbundener Episoden wird das Leben in einer Welt ohne soziale Unterschiede und offenkundige Hierarchien beleuchtet.
Das dargestellte Menschenbild steht dem wirtschaftswissenschaftlichen Modell des nach Macht und Nutzenmaximierung strebenden Homo oeconomicus entgegen. Im Stück ist jeder Mensch als solcher gleichwertig und wird in seiner Einzigartigkeit grundsätzlich geschätzt. Die Unterteilung der Bürger in männlich und weiblich ist aufgebrochen und durch die Bezeichnung „das Mensch“ ersetzt. Das sprachliche Handeln der Figuren ist geschlechtsneutral, von Euphemismen dominiert und frei von Diskriminierungen. Negatives wird somit positiv umgedeutet und von potenziell Schlechtem bereinigt, denn in dieser scheinbar idealen Gesellschaft herrschen Harmonie und Rücksichtnahme.
Dem Titel des Stückes entsprechend sind die Bewohner in erster Linie von ihrem Empathievermögen gesteuert und bestrebt ein kollektives Wohlgefühl herzustellen. Jedem Menschen kommen gleichermaßen Respekt und Wertschätzung zu. Zwischen Berufsständen gibt es keine unterschiedlichen gesellschaftlichen Wertungen, da ein jeder in seinem Beitrag für die Gemeinschaft von gleicher Wichtigkeit ist. So bilden Menschen aller Berufs- und Altersgruppen eine in sich harmonische, von Statusunterschiedenen befreite Gesellschaft. In der Welt des Homo Empathicus leben das „Studierende“, das „Wegsprechende“, das „Hygienespezialisierte“, das „Dozierende“, das „Schauspielende“ und viele weitere zusammen und üben sich erfolgreich in gegenseitigem Verständnis für einander. Das soziale System verfügt in diesem Sinne über Mechanismen zur Selbstregulierung. Noch ehe Konflikte ausbrechen können, werden diese im Entstehen kommunikativ behoben und von einem „Wegsprechenden“ aus der Welt geschafft. Selbst der Tod gilt nicht als bedrohlich, sondern wird als Nutzen für die Gemeinschaft aufgefasst.
Die Politische Korrektheit ist in Homo Empathicus daher auf die Spitze getrieben und wird als Parodie einer konfliktfreien Gesellschaft auf der Bühne vorgeführt.
Eines der wenigen, bereits im Keim erstickenden Probleme stellt der Einbruch zweier „Wilder“ in das Gefüge dar. Diese gebärden sich in der Manier des „echten Menschen“ im 21. Jahrhundert. Trinkend, rauchend und mit freizügig ausgestellter Sexualität treten zwei Charaktere mit den Namen Adam und Eva auf und fordern die herrschende Empathie und Idylle heraus. Ehe die Konfrontation jedoch in die Beseitigung der Eindringlinge mündet, wird der Auftritt als Theaterstück im Theaterstück enthüllt und die Harmonie kehrt wieder ein. Das Stück gewinnt durch diese Einlage eine selbstreflexive, poetologische Ebene, die für den Zuschauer ein Deutungsangebot zum Verhältnis von Kunst und Realität bereithält.

## Text
Rebekka Kricheldorf: Homo Empathicus. Vollständiger Abdruck des Stücks. In: Theater heute, Jahrgang 56, Heft 1, 2015, Beilage, ISSN 0040-5507, S. 1–11.
Übersetzungen:
(Ital), Rebekka Kricheldorf: Homo Empathicus, übersetzt und eingeleitet von Massimo Salgaro, Cuepress 2017, ISBN 978-88-99737-57-3.

## Aufführungen
Unter der Regie von Erich Sidler, seit 2014 Intendant des Deutschen Theaters Göttingen, wurde Homo Empathicus erstmals am 3. Oktober 2014 aufgeführt. An der Uraufführung war das gesamte Ensemble des Theaters beteiligt, sodass zum Auftakt der Spielzeit 2014/2015 alle 26 – teils neu engagierten, teils alteingesessenen – Darsteller gemeinsam auf der Bühne standen. Die Passgenauigkeit von Schauspielern und Rollen ist dabei kein Zufall, da das Stück von der Autorin Kricheldorf in Absprache mit dem Regisseur und Intendanten Sidler eigens geschrieben wurde.
Im Jahr 2018 wurde das Stück unter der Leitung von Angelika Andrzejewski und dem Schauspieler Bastian Heidenreich am Jungen DNT (Nachwuchsverein des Deutschen Nationaltheaters Weimar) mit Jugendlichen und jungen Erwachsenen aufgeführt.

## Kritiken
Die Kritiken zur Uraufführung des Stückes fielen sehr positiv aus. Sowohl in der lokalen als auch in der überregionalen Presse und der Fachzeitschrift Theater heute fand die Göttinger Inszenierung Beachtung.

„Rein praktisch klingt dieses Experiment auf Erden wie eine studentische Überdosis Prenzlauer Berg unter der milden Sonne eines Göttinger Herbsttags, der im wesentlichen aus überwiegend universitärem Personal allen Alters und Geschlechts in verkehrsberuhigten Straßencafés besteht. Rebekka Kricheldorf hat dafür exquisit vergiftete Zuckerwatte angerührt.“

Lob gab es insbesondere für die schauspielerische Leistung des Ensembles sowie für den programmatischen Auftakt der Intendanz Sidlers. So findet sich Homo Empathicus bei Spiegel Online unter den besten Stücken 2014. Als Empfehlung wurde die Inszenierung zudem in der Printausgabe des Magazins erwähnt.

## Hintergründe
Bei Homo Empathicus handelt es sich bereits um die vierte Uraufführung eines Kricheldorf-Stückes durch Erich Sidler. Nach Regiearbeiten in Stuttgart (2014), Zürich (2006) und Bern (2011) bildet Homo Empathicus eine weitere Kooperation zwischen den beiden. Das Schauspiel reiht sich thematisch in das Gesamtwerk der Autorin ein, da diese in ihren Texten häufig parodistische Darstellungsformen einsetzt.